# Paravibrissina
Paravibrissina – rodzaj muchówek z rodziny rączycowatych (Tachinidae).

## Wybrane gatunki
- P. adiscalis Shima, 1979[1]
- P. argentifera Shima & Tachi, 2008[2]
- P. aurigera Shima & Tachi, 2008[2]
- P. leucogaster Shima & Tachi, 2008[2]
- P. pacifica Shima & Tachi, 2008[2]
- P. parvula Shima & Tachi, 2008[2]